# Crisis de oferta
Crisis de oferta es la crisis económica producida por un desequilibrio del mercado que presenta un defecto de oferta.
Consiste en que no hay suficiente oferta, entonces los precios suben (inflación), lo que acaba con el ahorro y potencialmente la inversión, lo que generaría una caída de la oferta aún peor.
Podría servir como ejemplo alguno de los factores de la crisis de 1973, por otro lado muy compleja. En principio era una crisis energética provocada por la decisión de los países árabes de la OPEP de no suministrar petróleo a los países industrializados aliados de Israel, en el contexto de la guerra de Yom Kipur. La consecuencia inmediata, una subida de los precios del petróleo y de todos los productos en cuyo proceso productivo entraba el petróleo. Le siguieron cierres de empresas, detención del crecimiento o descenso del PIB en los países afectados y una elevación del paro a niveles no conocidos desde la crisis de 1929, de causa muy diferente. La situación se denominó stagflation, o sea: inflación con estancamiento económico, lo que parecía una contradicción de términos, pues el crecimiento de los precios suele ir parejo con el de la producción.